# Нава (Коауила)
Нава (исп. Nava) — город в Мексике, штат Коауила, входит в состав одноимённого муниципалитета и является его административным центром. Численность населения, по данным переписи 2020 года, составила 26 963 человека.

## Общие сведения
Поселение было основано 21 февраля 1801 года генерал-команданте Педро Навой по указу губернатора Антонио Кордеро-и-Бустаманте. Ему было дано название Мота-де-Сан-Андрес.
Позднее оно было переименовано в честь основателя, а 17 октября 1989 года ему был присвоен статус города.